# Bistum Santa Rosa in California
Das Bistum Santa Rosa in California (lateinisch Dioecesis Sanctae Rosae in California, englisch Diocese of Santa Rosa in California) ist eine Diözese der römisch-katholischen Kirche mit Sitz in Santa Rosa. Das Bistum wurde am 13. Januar 1962 durch eine Gebietsabtretung aus dem Erzbistum San Francisco heraus gegründet.
Die Kathedrale ist die Cathedral of Saint Eugene in Santa Rosa.

## Ordinarien
- Leo Thomas Maher (1962–1969), dann Bischof von San Diego, Kalifornien
- Mark Joseph Hurley (1969–1986)
- John Thomas Steinbock (1987–1991), dann Bischof von Fresno, Kalifornien
- George Patrick Ziemann (1992–1999)
- Daniel Francis Walsh (2000–2011)
- Robert Francis Vasa, seit 2011

## Weblinks

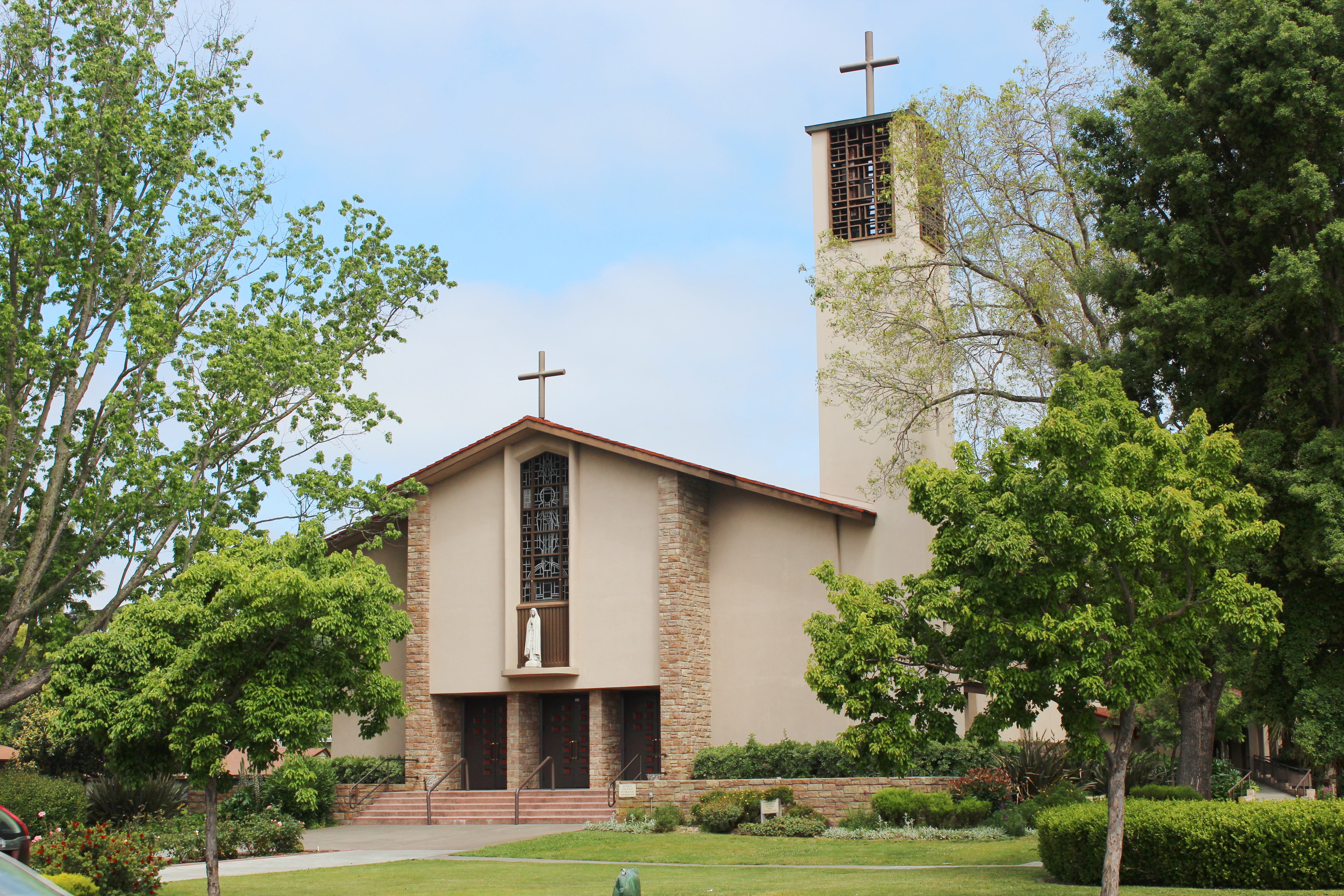
Kathedrale: St. Eugene in Santa Rosa